# Бикач
45° 38′ 53″ С; 20° 23′ 23″ И / 45.6481° С; 20.3897° И
Бикач је сеоце у граду Кикинди, Србија. Званично није одређено као посебно насељено место, већ као део села Башаид.

## Историја
Године 1422. Бикач је био посед породице по којој је добио име. Када га је уништила турска војска, поново се нашао на мапама 1761. године. Године 1804. Бикач су населиле 40 мађарских породица, а десет година касније још 60.
Почетком 20. века, сеоце је имало 70 домаћинстава, које су чинили 239 Немаца и 154 Мађара. Према попису из 1971. године, Бикач је имао 324 становника.